# Steinerne Rinne bei Hechlingen
Koordinaten: 48° 59′ 21″ N, 10° 44′ 6″ O

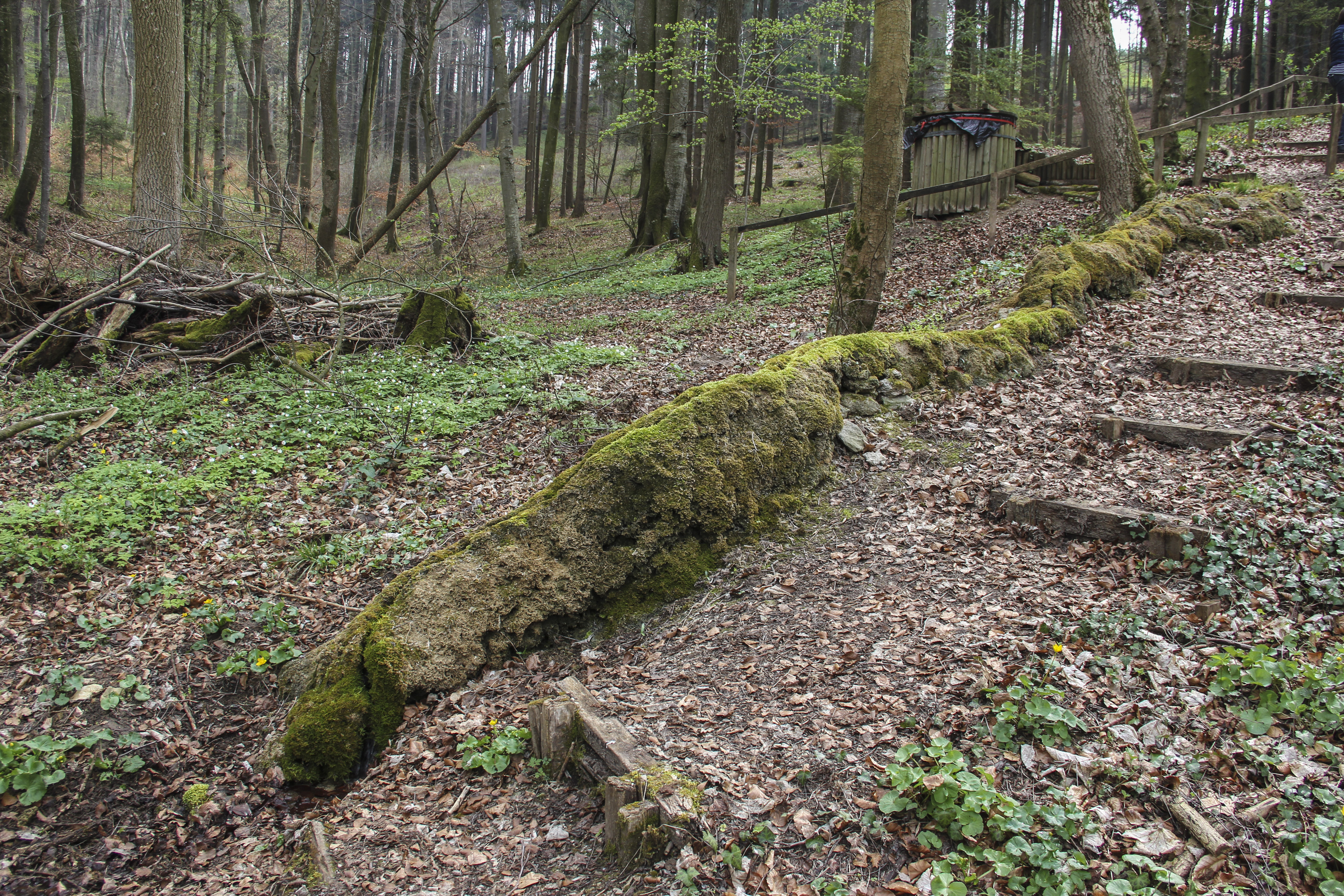
Steinerne Rinne bei Hechlingen

Die Steinerne Rinne bei Hechlingen ist eine Kalktuffrinne bei Heidenheim im mittelfränkischen Landkreis Weißenburg-Gunzenhausen in Bayern.

## Lage
Die Rinne liegt nördlich von Hechlingen am See und etwa 400 Meter südöstlich von Scheckenmühle, beides Gemeindeteile von Heidenheim.

## Beschreibung
Diese Steinerne Rinne ist eine etwa 15 Meter lange und bis zu 50 Zentimeter hohe moosbewachsene Kalktuffrinne. Die Breite an der Oberkante beträgt bis zu 20 Zentimeter. Die natürliche Entwicklung der Rinne wurde zusammen mit der Quellnische durch eine Wasserleitung weitestgehend zerstört. Die Länge des Kalktuffdammes betrug früher etwa 100 Meter. Die heutige Quelle stellt nur eine Ableitung der ursprünglichen Quelle dar und wurde eingefasst. Sie entspringt oberhalb des Quellhorizontes (Ornatenton) im unteren Weißjura. Über ein Rohr gelangt heute das Wasser in den Rest der Rinne, die auf einer alten Tuffaufschüttung liegt. Die Rinne ist teilweise künstlich untermauert und verläuft sich am Ende in einen kleinen Bach, der in die Rohrach mündet.
Das Areal ist vom Bayerischen Landesamt für Umwelt als Geotop 577R005 ausgewiesen. Siehe auch die Liste der Geotope im Landkreis Weißenburg-Gunzenhausen.
Siehe auch die Liste der Steinernen Rinnen in Bayern.

## Entstehung
Kalktuffe kommen in verschiedenen morphologischen Formen als große Tufflager, Sinterterrassen, Tuffkaskaden oder wie hier als Kalktuffrinnen vor. Solche Rinnen sind stets an Quellen gebunden, deren Wasser einen besonders hohen Kalkgehalt aufweist. Kleine, aber konstant fließende Quellen lassen unter günstigen Umständen solche Steinernen Rinnen entstehen. 
Das Grundwasser kann hier aufgrund der darunterliegenden wasserstauenden Schicht des Ornatentons nicht tiefer versickern und wird seitlich zum Quellaustritt geleitet. 
Die Wassertemperatur an der Quelle schwankt um die 8 Grad. Am Quellaustritt erfährt das Wasser eine Druckentlastung, eine Durchmischung mit der Luft und gleichzeitig eine Änderung in der Umgebungstemperatur. Das im Wasser gelöste Kohlendioxid entweicht dabei zum Teil, wodurch Kalk aus dem Wasser ausfällt, der sich, begünstigt von Moosen und anderen Pflanzenteilen, am Rinnenboden absetzt. Bestimmte Algen sind in der Lage, den im Wasser gelösten Kalk auszufällen. Die verästelten Moose fangen dann den ausgefällten Kalk auf. Algen und Moose bewirken so auf der zunächst ebenen Sinterfläche das nach oben gerichtete Wachstum der Steinernen Rinne. Die Moose finden ihren günstigsten Lebensraum am Rande des Bachbettes in einer feuchten und kalkhaltigen Umgebung. Um immer genügend Sonnenlicht für ihr Wachstum zu bekommen, müssen sie stets nach oben oder zur Seite aus der von der Kalkfällungen hervorgerufene Verkrustung herauswachsen. Die Algen leben hingegen bevorzugt auf dem Grund der Fließrinne; der durch sie abgesetzte feste Kalk dichtet die Rinne nach unten und zur Seite hin ab. So sorgen sie für eine Kanalisierung des Wasserlaufes. Solange die Wasserzufuhr zwischen der Quelle und der Steinernen Rinne nicht unterbrochen wird, wächst sie ständig höher, jedes Jahr um wenige Millimeter.

## Zugang
Die Rinne ist ganzjährig frei zugänglich. Folgend dem Quellenwanderweg ist die Quelle zu Fuß oder Fahrrad von Scheckenmühle aus gut erreichbar. An der Rinne selbst führt ein befestigter Weg vorbei. Vor Ort befindet sich eine Informationstafel.
Die empfindlichen porösen Tuffkalke dürfen nicht betreten oder zerstört werden. Vor allem darf die Rinne nicht aufgestaut und die Ränder dürfen nicht ausgebrochen werden. Der Wuchs des porösen Kalktuffs würde dadurch nachhaltig verändert, der Lauf der feinen Rinne beeinträchtigt und das weitere natürliche Wachstum empfindlich gestört. Verlässt das Wasser nämlich an irgendeiner Stelle die Rinne, so fällt sie im weiteren Lauf trocken, und es wird sehr lange dauern, bis auf dem neuen Weg des Wassers eine neue entstanden ist.

## Bilder

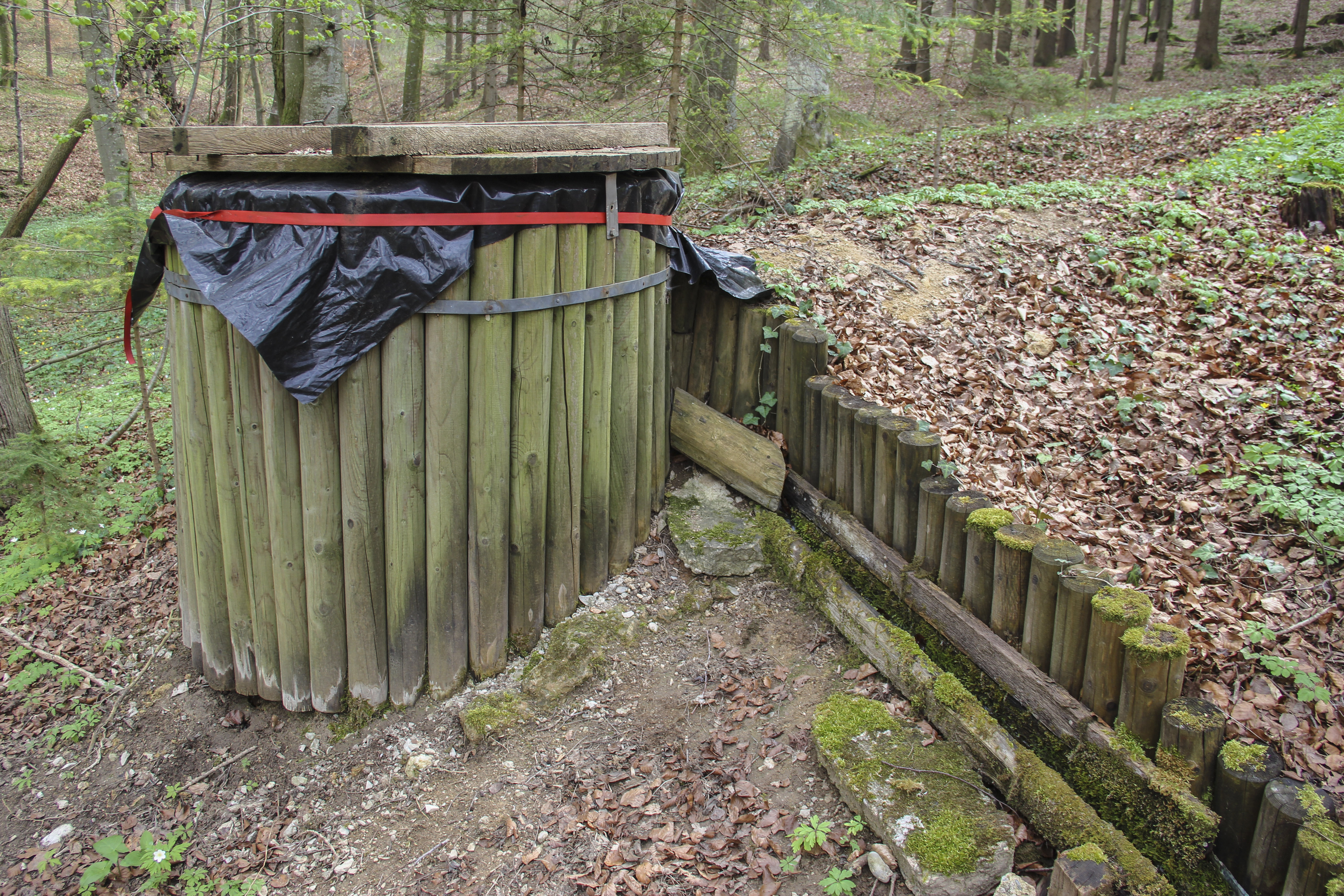
Gefasste Ableitung der Quelle
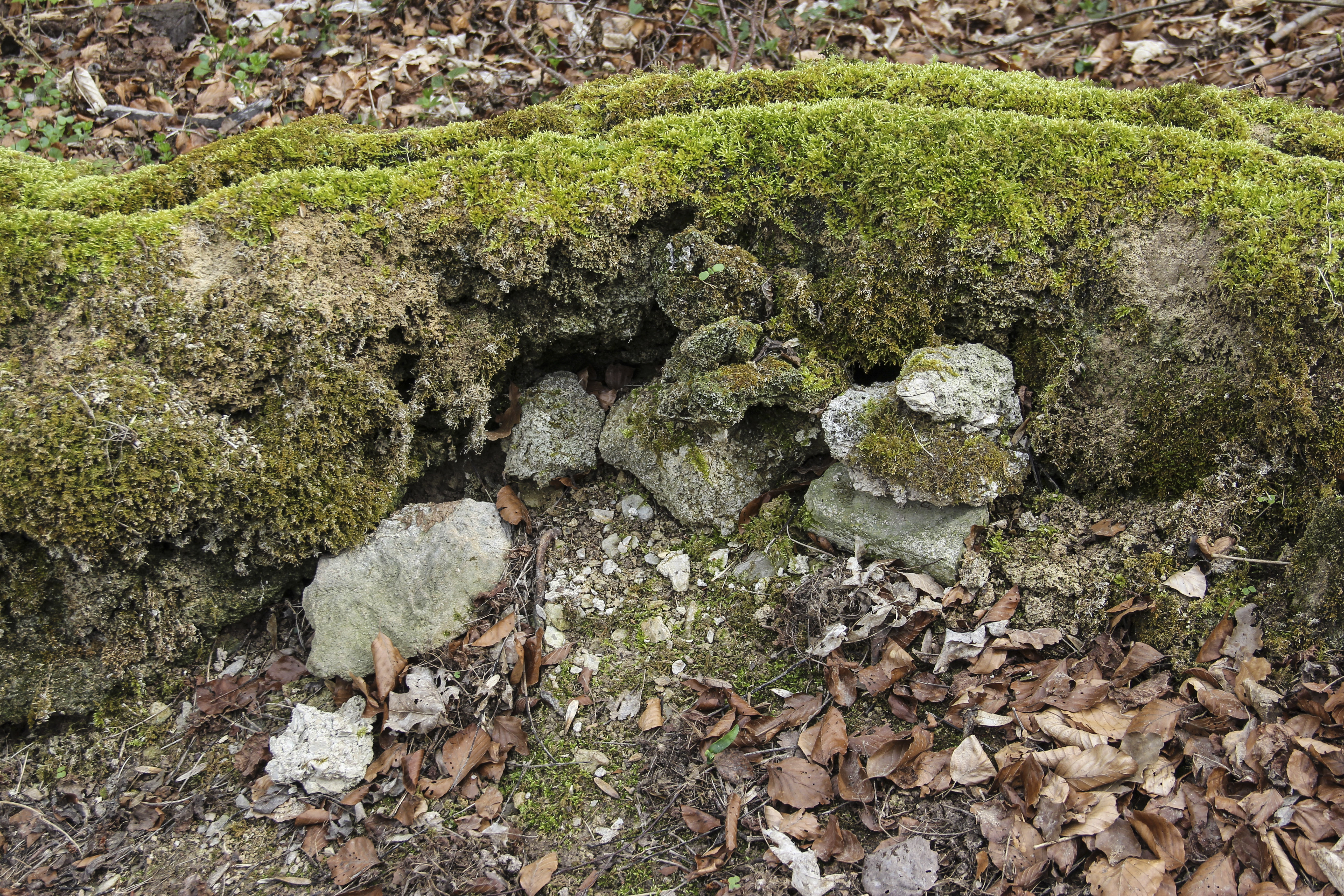
Künstliche Untermauerung
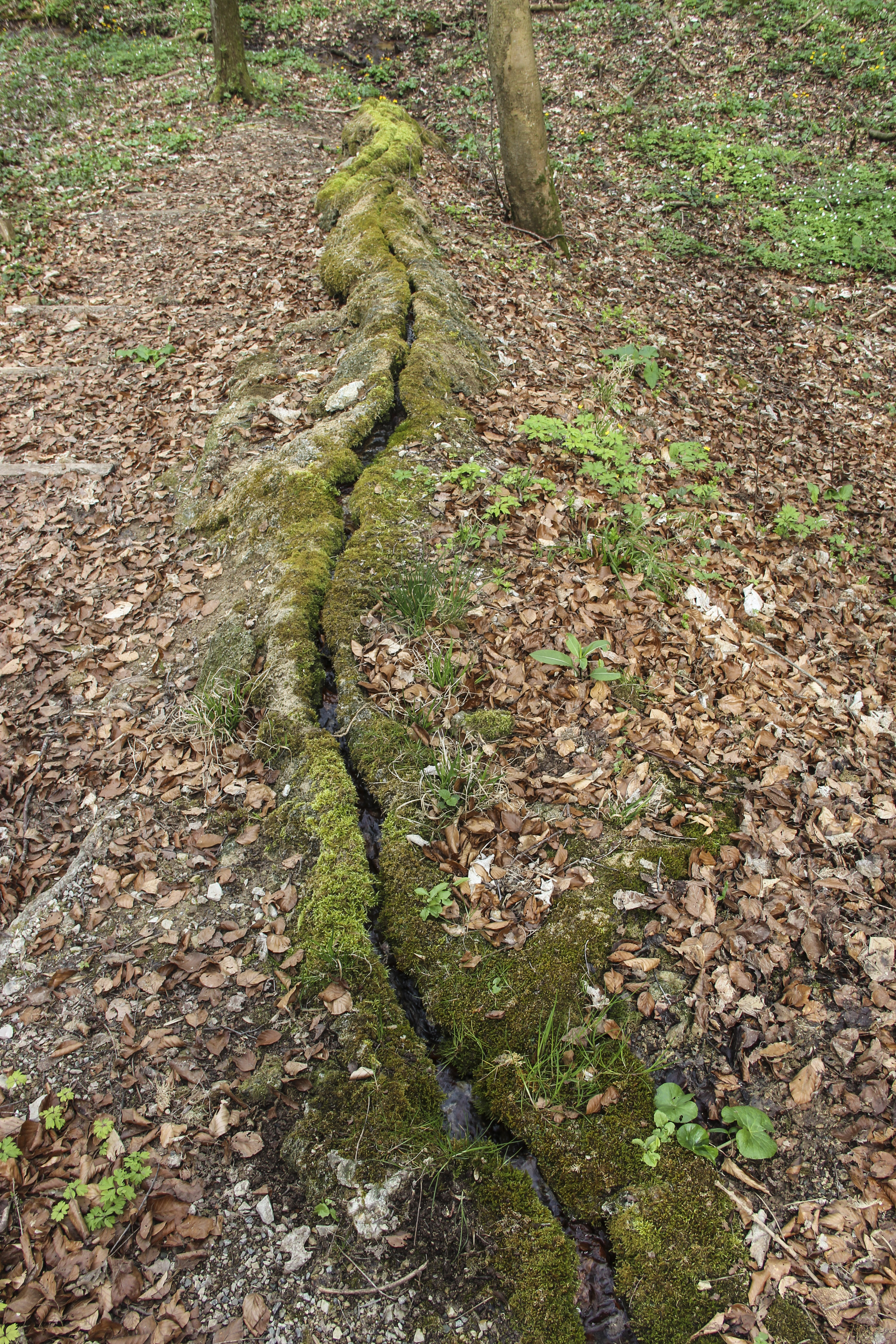
Rinne, Blick von oben
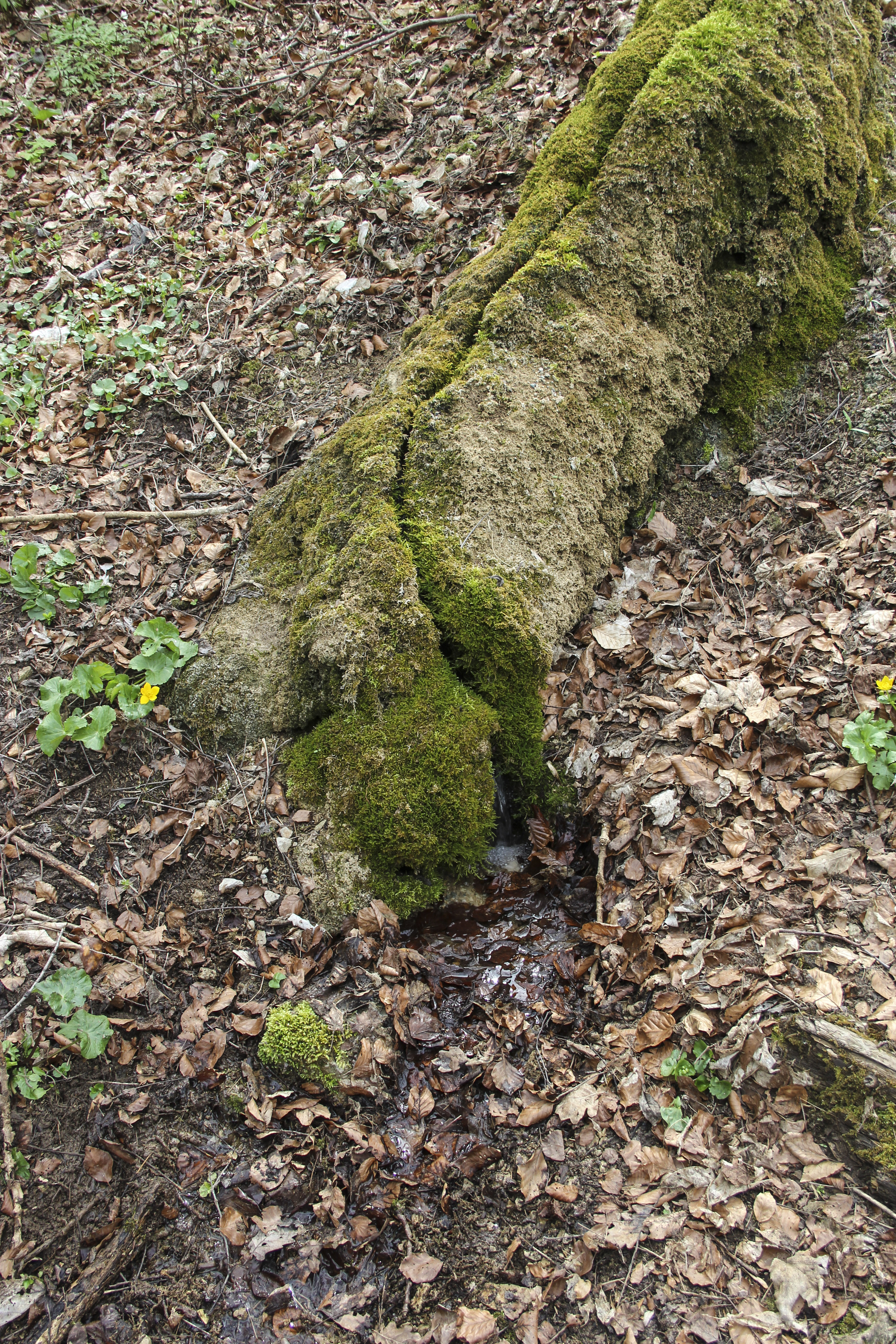
Auslauf der Rinne
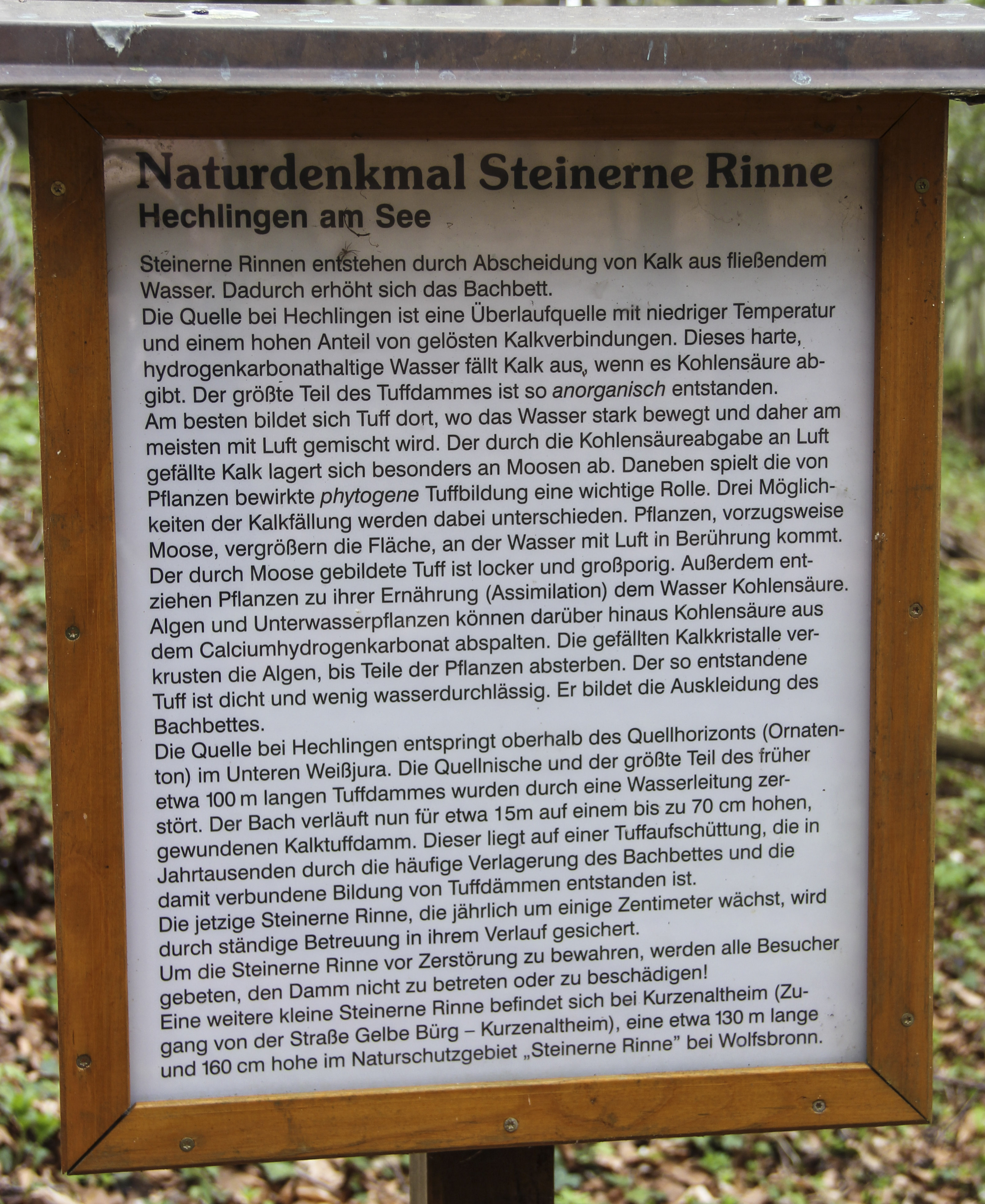
Infotafel